# James McClean
James Joseph McClean (* 22. April 1989 in Derry) ist ein irischer Fußballspieler, der seit 2023 bei AFC Wrexham unter Vertrag steht. Von 2012 bis 2023 spielte er zudem für die irische Fußballnationalmannschaft. Laut eigenen Angaben leidet er unter einer Störung aus dem Autismus-Spektrum.

## Spielerkarriere

### Verein
Nachdem er zunächst für den Institute FC aktiv gewesen war, wechselte James McClean 2008 zum Lokalrivalen Derry City. Der Verein aus dem nordirischen Derry hatte sich 1972 infolge des Nordirlandkonflikts aus der nordirischen Liga zurückgezogen und spielt seit 1985 in der irischen Liga. 2010 stieg McClean mit Derry City als Zweitligameister in die erste Liga auf.
Am 9. August 2011 verpflichtete der AFC Sunderland McClean. Nach der Entlassung von Trainer Steve Bruce absolvierte er unter dessen Nachfolger Martin O’Neill am 11. Dezember 2011 beim 2:1-Heimsieg gegen die Blackburn Rovers sein Debüt. In der Folge eroberte sich der 22-Jährige einen Stammplatz beim Premier-League-Verein. Am 23. März 2012 unterzeichnete McClean einen neuen Dreijahresvertrag in Sunderland. Nach Stationen bei Wigan Athletic, West Bromwich Albion und Stoke City wurde er 2023 vom walisischen Verein AFC Wrexham verpflichtet. Bei Wrexham schaffte er bis 2025 und zuletzt als Kapitän der Mannschaft den „Durchmarsch“ von der viertklassigen EFL League Two bis zur zweitklassigen EFL Championship.

### Nationalmannschaft
James McClean bestritt zwischen 2009 und 2010 sieben Spiele in der nordirischen U-21-Nationalmannschaft. Nachdem er vom nordirischen Nationaltrainer Nigel Worthington für die Nationalmannschaft nominiert wurde, entschied sich McClean auf ein Angebot des irischen Verbandes zu warten. Am 29. Februar 2012 debütierte er für Irland im Spiel gegen Tschechien (1:1).
Bei der Fußball-Europameisterschaft 2016 in Frankreich wurde er in das Aufgebot Irlands aufgenommen. Im Auftaktspiel gegen Schweden wurde er bei einer irischen 1:0-Führung im letzten Drittel eingewechselt. Das Spiel endete 1:1. Gegen Belgien war er erneut Einwechselspieler, die beiden übrigen Spiele bestritt er von Beginn an. Im Achtelfinale gegen Gastgeber Frankreich wurde er taktisch ausgewechselt, als das Team durch einen Platzverweis in Unterzahl geraten war. Irland verlor und schied aus.
Am 21. November 2023 bestritt er gegen Neuseeland sein 104. und letztes Länderspiel.